# Meniscomorpha zacasta
Meniscomorpha zacasta là một loài tò vò trong họ Ichneumonidae.